# سیارک ۴۰۹۲
سیارک ۴۰۹۲ (به انگلیسی: 4092 Tyr، نامگذاری:1986TJ4) چهار هزار و نود و دومین سیارک کشف شده‌است که در ۸ اکتبر ۱۹۸۶ کشف شد.
قدر مطلق سیارک برابر ۱۳٫۱۰ است.